# 東武百貨店

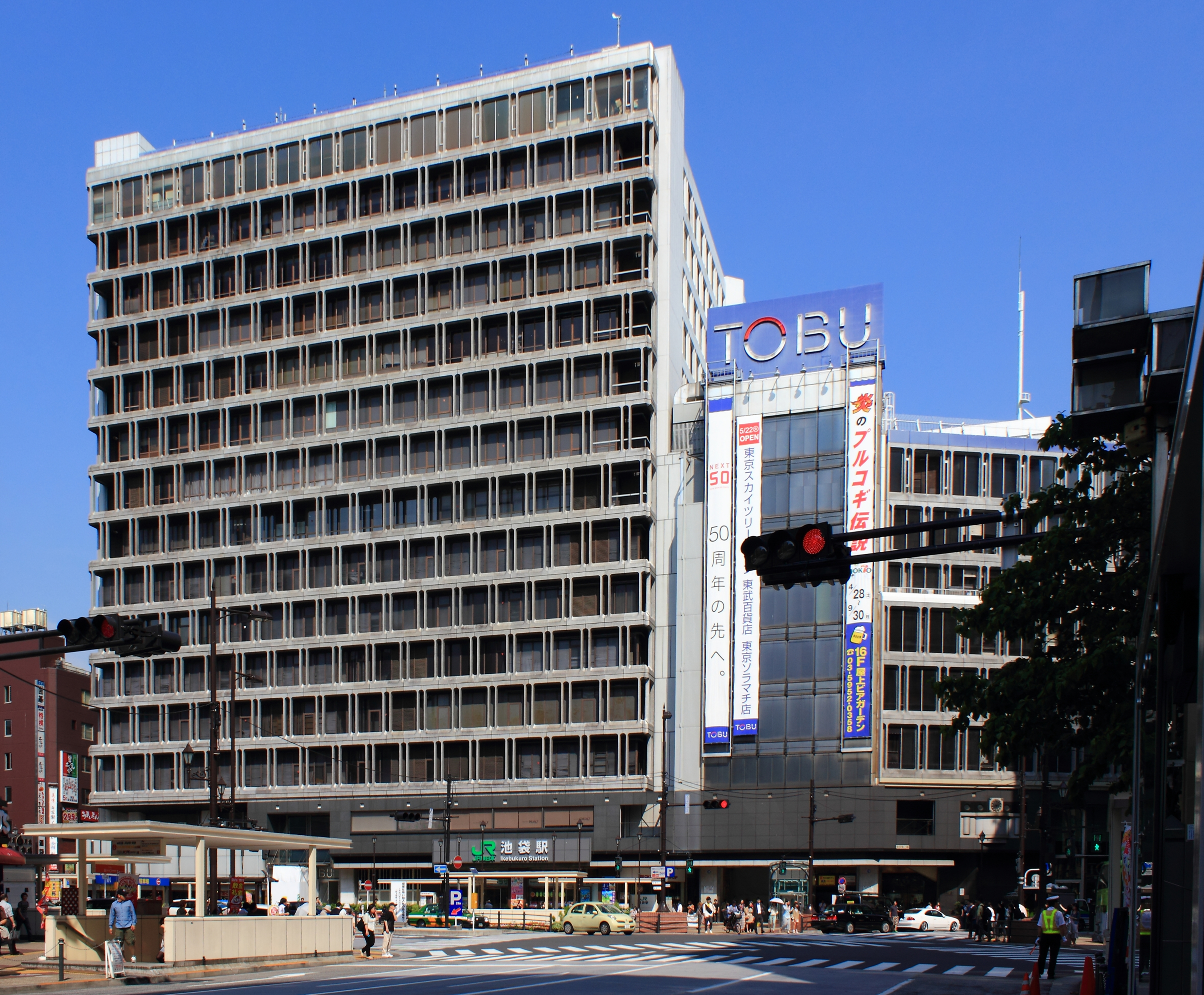
東武百貨店池袋店

東武百貨店（（日语：／ Tōbu Hyakkaten */?））是東武鐵道旗下的子公司株式会社東武百貨店和株式会社東武宇都宮百貨店经营的百貨公司。前身是1946年7月13日成立的中央商工株式会社。1962年4月17日，中央商工株式会社成為東武鉄道株式会社旗下企業。1962年5月29日，池袋本店開店。

## 外部連結
- 東武百貨店公式ホームページ （页面存档备份，存于）
- 東武百貨店 池袋店的X（前Twitter）
- 東武カルチュアスクール（別館） （页面存档备份，存于）
- 東武宇都宮百貨店 （页面存档备份，存于）
- 東武宇都宮百貨店大田原店 （页面存档备份，存于）
- 東武宇都宮百貨店栃木市役所店 （页面存档备份，存于）